# Oncle Petros et la Conjecture de Goldbach
Oncle Petros et la Conjecture de Goldbach (Ο θείος Πέτρος και η Εικασία του Γκόλντμπαχ en grec) est un roman d'Apóstolos Doxiádis paru en 1992.
Il y est question de la conjecture de Goldbach, un problème mathématique de théorie des nombres.